# Billie Burke

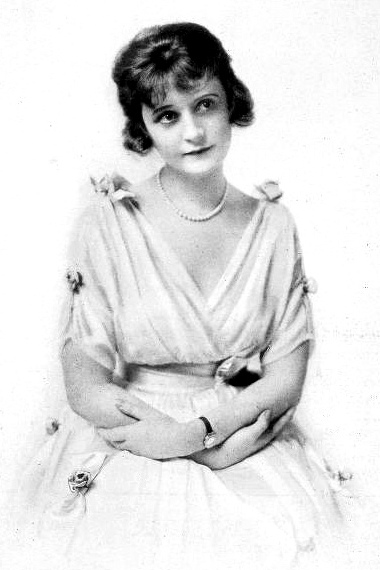
Billie Burke um 1916

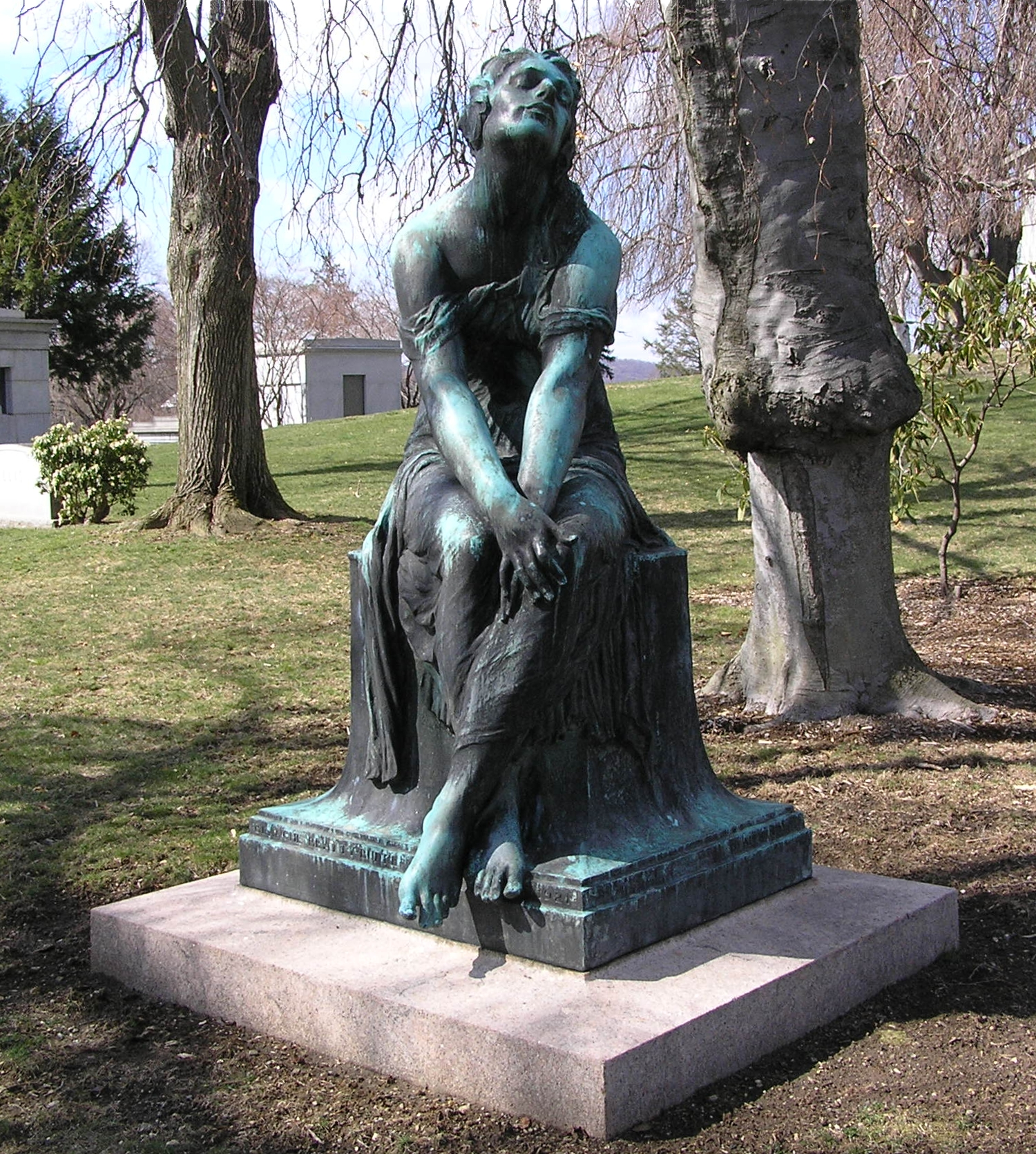
Grab von Billie Burke

Billie Burke (* 7. August 1884 in Washington, D.C.; † 14. Mai 1970 in Los Angeles, Kalifornien; als Mary William Ethelbert Appleton Burke) war eine US-amerikanische Film- und Theaterschauspielerin sowie Ehefrau des Theaterproduzenten Florenz Ziegfeld. Für ihre Rolle in Wie leben wir doch glücklich! erhielt sie eine Oscar-Nominierung als Beste Nebendarstellerin. 1939 war sie als gute Hexe Glinda im Filmklassiker Der Zauberer von Oz zu sehen.

## Leben
Billie Burke wurde als Tochter eines Komödianten in Washington geboren. Später zog sie mit ihrer Familie nach England. Sie startete im Alter von 18 Jahren ihre Bühnenkarriere in einer Londoner Aufführung des Stücks The School Girl, in dem sie neben Edna May auftrat. 1907 kehrte sie in die USA zurück und gab an der Seite des Theaterstars John Drew in My Wife ihr Broadway-Debüt. Burke hatte den Ruf einer Bühnenschönheit und wirkte als Hauptdarstellerin in vorwiegend komödiantischen Stücken mit. Zu ihren Förderern gehörte Charles Frohman. Insgesamt trat sie am Broadway bis 1944 in 27 Stücken auf. 1914 heiratete Billie Burke den berühmten Revue- und Theater-Impresario Florenz Ziegfeld Jr., aus der Ehe kam Tochter Patricia (1916–2008) zur Welt. Die Ehe mit Ziegfeld soll problematisch gewesen sein, es gab finanzielle Probleme und er hatte zahlreiche Affären. Dennoch hielt die Ehe bis Ziegfelds Tod im Jahre 1932. Das Leben von Ziegfeld wurde 1936 als Der große Ziegfeld verfilmt, mit Myrna Loy als Billie Burke.
Der Regisseur Thomas Ince überredete Billie Burke 1916, auch im Film aufzutreten. Für den Film Peggy bekam sie 40.000 US-Dollar, die höchste Summe, die eine Schauspielerin bis dahin als Gage für einen einzigen Film erhalten hatte. Bis 1922 drehte sie über ein Dutzend Stummfilme, zog sich dann jedoch wieder ans Theater zurück. 1932 hatte Billie Burke ihr Comeback in Hollywood als Filmmutter von Katharine Hepburn in Eine Scheidung. Oftmals war Burke als High-Society-Lady zu sehen, etwa in Dinner um acht als statusbewusste Ehefrau eines Reeders, die regelmäßig kostspielige Dinnerpartys gibt. 1937 spielte sie in der Komödie Topper – Das blonde Gespenst eine Bankiersfrau; der Film zog zwei Fortsetzungen nach sich, an denen Burke ebenfalls mitwirkte. Bei der Oscarverleihung 1939 war sie als Beste Nebendarstellerin für ihre Leistung in Wie leben wir doch glücklich! nominiert. In diesem Film spielte sie eine reiche Dame, die als ihr Hobby Tramps von der Straße adoptiert. 1939 verkörperte sie als Glinda, die gute Hexe des Nordens, im Filmklassiker Das zauberhafte Land ihre heute vielleicht bekannteste Rolle. Burkes Markenzeichen war ihre außergewöhnlich hohe Stimme.
Ab den 1940er-Jahren hatte Burke eine eigene Radioshow, für die sie unter anderem mit Eddie Cantor zusammenarbeitete. 1950 spielte sie die Schwiegermutter von Elizabeth Taylor in Vater der Braut sowie der Fortsetzung ein Jahr später. In den 1950er-Jahren hatte Burke einige Gastrollen im Fernsehen und wirkte weiterhin in Theaterstücken mit. 1960 zog sie sich nach einer größeren Nebenrolle im Western Der schwarze Sergeant von John Ford ins Privatleben zurück. Sie starb 1970 im Alter von 85 Jahren und liegt auf dem Kensico Cemetery in New York begraben.

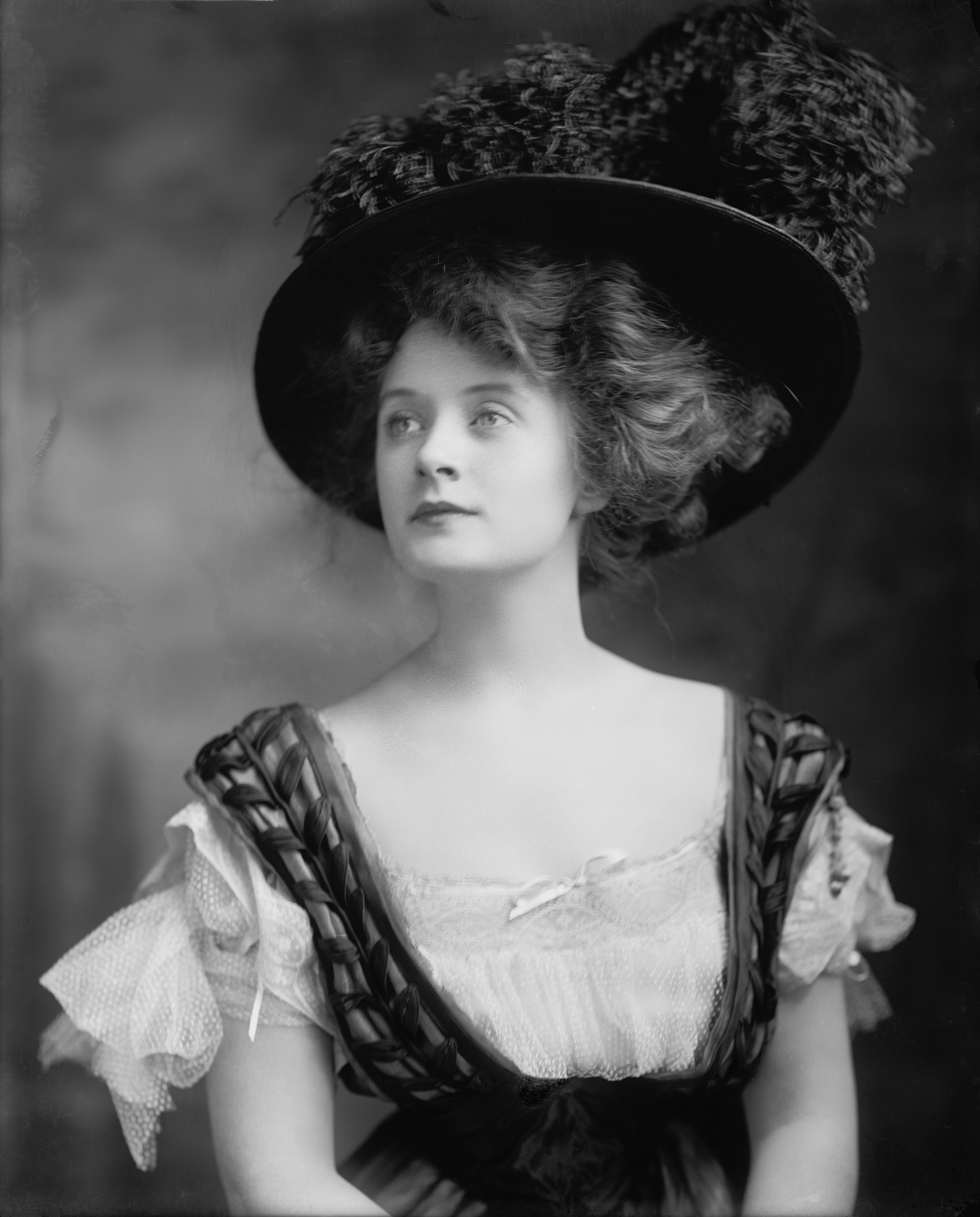
Billie Burke in jungen Jahren

## Filmografie (Auswahl)
- 1916: Peggy
- 1917: The Land of Promise
- 1919: Sadie Love
- 1921: The Education of Elizabeth
- 1932: Eine Scheidung (A Bill of Divorcement)
- 1933: Dinner um acht (Dinner at Eight)
- 1933: Christopher Strong
- 1934: Eine Frau vergisst nicht (Only Yesterday)
- 1934: Where Sinners Met
- 1934: Heirate nie beim ersten Mal (Forsaking All Others)
- 1935: Nach Büroschluss (After Office Hours)
- 1935: Jahrmarkt der Eitelkeiten (Becky Sharp)
- 1935: Ein Arzt für alle Fälle (Society Doctor)
- 1936: Craig’s Wife
- 1936: Wenn der Vater mit dem Sohne (Piccadilly Jim)
- 1937: Seekadetten (Navy Blue and Gold)
- 1937: Die Braut trug Rot (The Bride Wore Red)
- 1937: Topper – Das blonde Gespenst (Topper)
- 1937: Seekadetten (Navy Blue and Gold)
- 1938: Wie leben wir doch glücklich! (Merrily We Live)
- 1938: Topper geht auf Reisen (Topper Takes a Trip)
- 1938: Gauner mit Herz (The Young in Heart)
- 1939: Der Zauberer von Oz (The Wizard of Oz)
- 1939: Remember?
- 1939: Zenobia, der Jahrmarktselefant (Zenobia)
- 1939: Zauberer der Liebe (Eternally Yours)
- 1940: Irene
- 1941: Topper 2 – Das Gespensterschloß (Topper Returns)
- 1942: Ich will mein Leben leben (In This Our Life)
- 1942: Der Mann, der zum Essen kam (The Man Who Came to Dinner)
- 1942: What's Cookin'
- 1942: Ein Kuß zuviel (They All Kissed the Bride)
- 1943: Hi Diddle Diddle
- 1949: Zwei Männer und drei Babies (And Baby Makes Three)
- 1949: Tänzer vom Broadway (The Barkeleys from Broadway)
- 1950: Vater der Braut (Father of the Bride)
- 1950: Three Husbands
- 1951: Ein Geschenk des Himmels (Father’s Little Dividend)
- 1953: Small Town Girl
- 1959: Der Mann aus Philadelphia (The Young Philadelphians)
- 1960: Pepe – Was kann die Welt schon kosten (Pepe)
- 1960: Der schwarze Sergeant (Sergeant Rutledge)

## Auszeichnungen
- Oscarverleihung 1939 – Nominierung als Beste Nebendarstellerin für Uns geht's ja prächtig
- 1960: Stern auf dem Hollywood Walk of Fame für ihre Filmarbeit